# Valladolid
Valladolid je glavni grad španjolske autonomne zajednice Kastilja i León, te glavni grad istoimene provincije. Prema popisu iz 2005., u Valladolid živi 319.943 stanovnika. Smjestila se na obalama rijeka Pisuerga i Esgueva na prekrasnom položaju.

## Ime
Postoji jedna lingvistička hipoteza koja objašnjava ime Valladolida počevši od toponima keltsko-rimskog porijekla: valle tolitum, što u prijevodu znači: dolina vode i koja dopušta pretpostavku postojanje naselja već u rimsko doba.

## Povijest
Filip II. Valladolidu daje titulu grada, najviše zahvaljujući činjenici što se rodio u njemu, preselivši u njega također administraciju svoga kraljevstva.
Između 1601. g. i 1606. g. bio je i glavni grad Španjolske.

## Demografija
| Valladolid: kretanje broja stanovnika između 1991. i 2006. |         |         |         |         |         |
| 1991.                                                      | 1996.   | 2001.   | 2004.   | 2005.   | 2006.   |
| 330.700                                                    | 319.805 | 316.580 | 321.713 | 321.001 | 319.943 |

## Kultura i sport

### Kultura

#### Muzeji
- Museo Nacional de Escultura
- Museo Patio Herreriano de Arte Contemporáneo Español
- Museo de la Ciencia
- Casa de Cervantes
- Casa de Colon

### Sport
- Real Valladolid
- Balonmano Valladolid
- Baloncesto Valladolid
- Cetransa El Salvador